# Instagram
Instagram (col·loquialment abreujat a Insta o Ig) és una xarxa social, aplicació mòbil i web gratuïta per compartir imatges i vídeos que és propietat de Meta. L'aplicació possibilita als usuaris de fer fotografies, aplicar filtres i marcs si ho desitgen i, finalment, mostrar-les als amics o seguidors publicant-les ja sigui a la mateixa plataforma o a altres xarxes socials.
Kevin Systrom i Mike Krieger van desenvolupar el programari l'any 2010. La primera versió només funcionava amb iOS i l'abril del 2012 va seguir la versió per a Android. Va guanyar popularitat ràpidament, al novembre de 2011 ja tenia 12 milions d'usuaris i al 2020 tenia uns 1000 milions d'usuaris, dels quals la meitat en fa un ús diari i va esdevenir una de les deu aplicacions més populars.
L'aplicació també permet als usuaris comunicar-se amb altres usuaris de manera privada, l'anomenat Instagram Direct. Aquesta funció no només permet enviar missatges sinó que també dona la possibilitat de fer trucades i videotrucades. A part, compta amb una funció anomenada «Històries» (en anglès, Stories) on les persones poden publicar fotografies i videos temporals al seu perfil, amb una durada màxima de permanència de 24 hores; a més, compta amb una altra opció que permet guardar aquestes «Històries» permanentment al seu perfil perquè puguin ser vistes, aquesta funció rep el nom d'«Històries destacades».
Segons dades de DataReportal el gener del 2023 era la quarta xarxa social més utilitzada a nivell mundial, amb al voltant de 2000 milions d'usuaris actius mensuals. El gener de 2024 el compte amb més seguidors és la pròpia d'instagram, amb 667 milions de seguidors. L'home més seguit és el futbolista portuguès Cristiano Ronaldo amb 619 milions de seguidors, mentre que la dona més seguida és l'actriu i cantant nord-americà Selena Gómez amb 429 milions de seguidors.

## Història
El desenvolupament d'Instagram es va iniciar a San Francisco, quan Kevin Systrom i Mike Krieger van optar per centrar les múltiples funcions HTML5 de l'aplicació Burbn de l'empresa Check-in en un projecte de fotografia mòbil. El producte va ser llançat a l'Apple App Store, la botiga d'aplicacions d'Apple, el 6 d'octubre de 2010.
Poc després del llançament, Josh Riedel es va unir a l'equip com a gerent de la comunitat. Shayne Sweeney es va unir el novembre de 2010 com a enginyer i Jessica Zollman va ser contractada com a encarregada de promoció a l'agost de 2011.
El gener del 2011, Instagram va fer algunes millores. En primer lloc, s'hi van afegir etiquetes (#) per ajudar els usuaris a descobrir les fotos d'altres usuaris sobre un mateix tema. Animava així els seus usuaris a afegir hashtags rellevants i específics, en lloc d'etiquetar paraules com a foto amb l'objectiu de fer les fotografies més populars, atreure un nombre més gran de fanàtics i aconseguir més m'agrada.
El setembre del 2011, la versió d'Instagram 2.0 es va posar en marxa a l'Apple Store, es van incloure nous filtres, l'opció d'aplicar efectes de desenfocament a àrees concretes, l'edició d'imatges d'alta resolució, marcs opcionals, un botó de rotació de la imatge i un botó d'actualització.
El 3 d'abril del 2012 se’n va presentar la versió per a Android. Un cop va ser llançada la versió per a Android, l'aplicació va aconseguir en 24 hores més d'un milió de descàrregues i tres mesos després va rebre més d'un milió d'avaluacions per part dels usuaris de Google Play, convertint-se, al maig del 2013, en la cinquena aplicació més avaluada amb unes 4 milions d'opinions.
El 9 d'abril del 2012 Facebook va comprar Instagram per 1.000 milions de dòlars
El desembre del 2012, Instagram va actualitzar els seus termes de privacitat i condicions d'ús, a través dels quals va atorgar el dret a vendre les fotos dels usuaris a tercers sense notificar-los ni compensant-los econòmicament. La crítica dels defensors de la privacitat, dels consumidors, de National Geographic i d'algunes celebritats com Kim Kardashian portà Instagram a retirar-ne les condicions controvertides. Tot i això, Instagram va perdre gran part dels usuaris, que van optar per canviar-se a plataformes semblants a Instagram.
El 2 de maig del 2013, Instagram va introduir la possibilitat d'etiquetar persones i marques en qualsevol de les fotos. D'aquesta manera, satisfeia una de les característiques més demandades pels usuaris. El 12 de desembre d'aquell mateix any va integrar Instagram Direct, és la manera d'enviar missatges directes i privats amb fotografies o vídeos, com els missatges de Facebook.
El març del 2013 Polaroid va anunciar que llançaria al mercat una càmera de fotos instantànies Polaroid, que s'anomenaria Socialmatic amb els mateixos filtres que els d'Instagram. El 2 de maig del 2013 va introduir la possibilitat d'etiquetar persones i marques en qualsevol de les fotos.
El 2014, Windows Phone va començar a comptar amb l'aplicació en fase beta, podent utilitzar totes les seves funcions excepte la de pujar vídeos. Mentre que a Windows 10 Mobile ja es trobà la versió completa de l'aplicació, després d'estar tant de temps en versió beta.
El 2015 es va incorporar la possibilitat de pautar publicitat des de la plataforma d'avisos de Facebook per i a Instagram.
Al maig de 2016, Instagram renovà el seu logotip, deixant la característica càmera vintage per un disseny més colorit, canviant-se simplement per una càmera darrere d'un arc de Sant Martí en gradient, segons la companyia.
A l'agost del 2016, Instagram afegí la possibilitat de pujar fotos i vídeos la durada dels quals està limitada a 24 hores (un dia) en un nou apartat anomenat Instagram Stories. Aquestes publicacions es poden acompanyar de filtres i stickers i hi ha diversos formats, com text, música, directe, boomerang, superzoom, focus, rewind i mans lliures.
Al gener del 2018 Instagram es va vincular amb la pàgina Giphy, la qual permet afegir una varietat d'imatges Graphics Interchange Format (GIF) al material que es vulgui compartir.
El 2018 es va llançar IGTV (Instagram TV), una funció que permet pujar vídeos de més d'un minut i transmetre vídeos en directe a través d'Instagram.
Al setembre de 2018 els fundadors de la companyia, Systrom i Krieger, es van retirar de la gestió de la mateixa, deixant-la completament en mans de Facebook.
El novembre de 2019, la xarxa social va eliminar la pestanya Subscripcions per «evitar malentesos». A la pestanya es podia fer un seguiment de les accions d'altres usuaris: m'agrada, comentaris i subscripcions.
El febrer del 2023, l'empresa matriu Meta va anunciar que estava ultimant un servei addicional de pagament anomenat «Meta Verified» que inclouria funcions addicionals, com una insígnia de verificació, «protecció proactiva del compte, accés al suport del compte i més visibilitat i abast», pensat especialment per a creadors de continguts i influencers.

## Impacte
L'11 de març de 2012, Instagram va anunciar que havia aconseguit la xifra de 27 milions d'usuaris registrats.25 No obstant això, a principis de setembre de 2012, Mark Zuckerberg, el director executiu de Facebook, va anunciar que la xarxa social ja tenia més de 100 milions d'usuaris registrats.
Al maig de 2012, a cada segon es pujaven 58 fotografies i s'unia un usuari més a l'aplicació. El nombre total de fotografies pujades havia superat els mil milions.
El 9 d'agost de 2012, la cantant anglesa Ellie Goulding va estrenar un original videoclip de la seva cançó Anything could happen. El vídeo consta solament de fotografies retocades amb els filtres típics d'Instagram. Amb aquestes fotografies es representen paraules o lletres de la cançó. En gairebé quatre minuts de vídeo es van utilitzar més de 1200 fotografies diferents.
El 27 de febrer de 2013, Instagram va anunciar que comptava amb 100 milions d'usuaris actius, només dos anys i mig després de la primera posada en marxa. Va significar un augment d'aproximadament 10 milions d'usuaris en poc més d'un mes. Finalment, al novembre de 2018, es confirma que Instagram arriba a superar els 1000 milions d'usuaris actius.
S'estima que el creixement d'Instagram té relació amb les noves funcionalitats que va anar agregant al llarg dels anys. Una de les últimes va ser Instagram Shopping. Aquesta eina permet etiquetar fins a cinc productes en una sola foto (o fins a 20 en format carrusel), i es pot usar tant en les publicacions del feed com en les històries (stories) d'Instagram. D'aquesta manera, una marca pot mostrar un producte amb una etiqueta, el seu preu i redirigir a les persones a la botiga en línia perquè concretin la compra. Instagram Shopping es va llançar per primera vegada als Estats Units durant 2017 com una espècie de prova per a descobrir què tal funcionava l'eina en el mercat del ecommerce nord-americà. Després d'aquest període d'avaluació, i aprovada pels consumidors estatunidencs, Instagram shopping es va expandir progressivament a altres països com França, el Regne Unit, Espanya, l'Argentina, el Brasil, Colòmbia, Mèxic, entre d'altres. L'empresa té planejat continuar estenent la funcionalitat a territoris com Algèria, Xile, Costa Rica, Egipte, Hong Kong, l'Índia, Turquia i molts més.

## Logotip
El logotip d'Instagram ha canviat quatre vegades al llarg de la seva història.
- La primera icona d'Instagram va ser dissenyada pel CEO (director executiu) i cofundador de la plataforma, Kevin Systrom. Estava inspirat en la Polaroid vintage i presentava una càmera amb una franja d'arc de Sant Martí.[26]
- El 2010, es va llançar una segona versió del logotip que era similar a l'original, però amb alguns ajustaments. Encara que l'aspecte general seguia sent el mateix, a Cole Rise se li va acudir una imatge més minimalista inspirada en una càmera Bell & Howell de la dècada de 1950.[27]
- Un any més tard, el 2011, el logotip es va actualitzar amb alguns detalls; donant-li més llum al mateix i col·locant la paraula «INSTA» sota l'emblema arc de Sant Martí.[27]
- El logotip actual d'Instagram va ser dissenyat pel tipògraf i dissenyador Mackey Saturday el 2016. Presenta un disseny més minimalista i net, amb un fons degradat que va del morat al rosa. Les lletres "Instagram" estan escrites en una font cursiva.[28]

## Característiques
Instagram és un homenatge a les càmeres Kodak Instamatic i Polaroid. Fa fotografies en forma quadrada, en comptes d'utilitzar una relació d'aspecte 3:2, utilitzada normalment per les càmeres dels dispositius iOS. A més a més, compta amb 19 filtres disponibles per modificar les imatges i l'opció d'aplicar-hi contrallum.
D'altra banda, Instagram ofereix opcions per a modificar determinats aspectes del compte com la privacitat de les imatges, per tal de controlar les persones que poden accedir-hi.

## Censura
Un aspecte que continua generant polèmica és la política de censura, centrada en restringir i esborrar aquelles imatges que mostrin nuus, mares alletant criatures i, en alguns casos, fotografies de criatures soles, explotació animal, violència o a assetjament. La justificació de la xarxa és que no compleix amb els requisits de les normes. Sobretot la censura de nues, de criatures i de mares alletants va rebre molta crítica.
Arran de les discòrdies entorn a la privacitat davant dels nus, a les plataformes digitals s'ha generat el moviment #Freethenipple («allibera el mugró») que reivendica un canvi de política. La directora de cinema Lina Esco, que ha fet un film amb el mateix títol, va promoure la campanya. Encara que a principi aquesta campanya feminista no es limités a Instagram va prendre un rumb important pel que fa a aquesta aplicació. Tot i el caràcter indiscutiblement pioner de la campanya d'Esco, les primeres mostres d'alliberació dels mugrons als Estats Units al 7 de setembre de 1968 quan s'elegí Miss Amèrica a New Jersey. Així doncs, #Freethenipple criticaen la desigualtat sel fet que els homes poden figurar sense samarreta i quan una dona fa el mateix, es considera indecent. Alhora, volen eliminar i desmitificar les connotacions sexuals del pit femení. Mentre que d'altres xarxes com Twitter o Tumblr tenen nombroses publicacions amb aquesta etiqueta de reivindicació davant la desigualtat social al món virtual, Instagram les elimina.

## Restricció d'edat
El 4 de desembre del 2019 Instagram registra la data de naixement dels nous usuaris i bloca l'accés a infants de menys de 13 anys. L'aplicació no publica aquesta data i, si el compte de Facebook està sincronitzat amb el d'Instagram, també se sincronitza l'edat del perfil. Segons la llei de protecció de la privaticitat dels infants dels Estats Units aquesta restricció és obligatòria. Instagram dona l'opció de denunciar als usuaris menors de 14 anys mitjançant un formulari.

## Aplicacions, serveis i etiquetes relacionades
- Instamap és una aplicació disponible per iPad que permet als usuaris d'Instagram trobar fotos en funció de la seva ubicació o d'un determinat hashtag. Els resultats es poden visualitzar en una galeria o vinculats a un mapa.
- 100 Cameras in 1 és una aplicació disponible per als usuaris d'iPhone, iPad, Windows i Android que proporciona efectes addicionals a fotos, amb la possibilitat de pujar a Instagram.
- Carousel, per Mac OS, ofereix una transmissió en viu d'Instagram en el Mac.
- Statigr.am és una aplicació gratuïta que proporciona estadístiques personals relacionades amb Instagram, inclòs el nombre de seguidors, likes i comentaris, a més de les estadístiques d'ús.
- Instagram & Printing -Instaprint ofereix un dispositiu que es pot llogar per a reunions socials que permet als usuaris imprimir fotografies a Instagram.
- Printic ofereix una de les maneres més fàcils d'imprimir i compartir fotos d'Instagram des d'un iPhone. Les imatges són enviades amb un format de 3x4 polzades (7.62x10.16 cm), en un sobre de color taronja i un missatge per al destinatari.
- Socialmatic: Una empresa de disseny gràfic a Itàlia ha creat un prototip d'una càmera digital, anomenada Socialmatic, amb la coberta dissenyada amb un estil idèntic a la icona d'Instagram. La càmera està dissenyada amb 16 GB d'emmagatzematge, Wi-Fi i Bluetooth. Té la capacitat d'interaccionar amb l'aplicació Instagram i de produir impressions a color.
- Gramatica és una aplicació que ofereix als usuaris d'Instagram opcions addicionals en l'àlbum de fotos de l'aplicació, com ara: allunyar / zoom, amagar fotos, crear llistes o vincular diferents comptes.
- Pro HDR és una aplicació per iOS i Android que fusiona imatges per aconseguir magnífiques fotografies en resolució HDR.
- Tweegram és una aplicació per iOS que converteix un text, amb diferents estils, en una imatge per pujar a Instagram.
- PicFrame, disponible per iOS i Android, uneix diferents imatges en una sola dividida en fragments.
- "Weekend Hastag Project": Existeixen multitud d'àlbums interpretats en els seus respectius idiomes pels elencs de les diferents produccions que s'han estrenat al llarg de tothom, a més de la banda sonora de la versió cinematogràfica i nombroses enregistraments d'estudi.42 En castellà s'han editat els discos oficials de les produccions de Mèxic (1959), Buenos Aires (1963 i 2000) i Madrid (2001), així com la banda sonora de la pel·lícula amb el doblatge per a Espanya.

## Funcionalitats
Instagram Stories és una opció que Instagram va incorporar el 2020. Aquesta opció permet penjar fotografies o vídeos durant 24 hores. A més, també es pot escriure sobre els vídeos o fotografies realitzats, afegir emoticons o dur a terme dibuixos, sempre amb l'objectiu de facilitar a l'usuari la tasca d'aconseguir penjar allò que vol.
Una de les opcions més populars d'Instagram Stories és el "direct" que permet a l'usuari publicar un vídeo que els seus seguidors podran veure a temps real i, a més, els seguidors podran comentar.
L'usuari que penja la història pot veure totes les persones que l'han vist (tant si són seguidors com si no), a més, els usuaris poden bloquejar el visionat de les seves històries a altres usuaris; això permet tenir un control total de les persones que veuen la informació penjada i opció de decisió per part de l'usuari sobre qui vol que vegi les seves històries.
El 2012 Instagram va ser adquirida pel creador de Facebook, Mark Zuckerberg i, a partir d'aleshores, va subir una sèrie de canvis i incorporacions que van ser motiu de polèmica entre els usuaris per les similituds amb d'altres xarxes socials.
La comparació entre les dues aplicacions mostra que tot i que des d'un primer moment tant Snapchat com Instagram Stories tenien un mateix objectiu comú: el de difondre a temps real una imatge o un vídeo de l'activitat del moment del difusor, Snapchat presentava un gran nombre d'opcions, algunes de les quals Instagram Stories encara no ha incorporat. Instagram Stories va perfeccionar algunes de les opcions que ja hi havia a Snapchat.
Les similituds que totes dues presenten són les següents: 
- El nom "Instagram Stories" sembla inspirat en l'aplicació "Snapchat Stories".
- Els vídeos que es poden penjar només poden tenir una durada de 10 segons.
- Les opcions per editar els vídeos i les fotos realitzades abans de publicar-los són molt similars amb possibilitat d'inclusió de textos, dibuixos i emoticons.
- La duració de cada publicació és de 24 hores, tot i que Snapchat a més oferia l'opció de seleccionar la durada de les imatges a pantalla, opció que no ofereix Instagram Stories.
- El seguiment que pot fer l'usuari: pot veure quines persones han mirat les publicacions penjades i, en cas de Snapchat, veure si els seus seguidors n'han fet captures.
- El seguidors poden respondre a les "histories".

### Funcions de Snapchat que Instagram Stories no té
- El nombre de filtres que conté és molt més nombrós que el que presenta Instagram.
- Compta amb Bitmoji, de manera que conté stickers i imatges que es realitzen a través de l'aplicació "Bitmoji", opció que possibilita una major personalització de les publicacions.
- Snapchat Lenses i Word Lenses que detecten la cara de l'usuari i la modifiquen. Filtres que es modifiquen periòdicament per oferir una gran varietat.
- El xat de Snapchat ofereix moltes més opcions.
- L'opció que avisa l'usuari quan algú fa captura de les publicacions.
- Snapchat compta a més amb "Discover" que fa possible que l'usuari vegi històries de fets importants que succeeixen arreu del món.
- Snapchat ofereix premis als usuaris més actius.

### Funcions que d'Instagram Stories que Snapchat no té
- A les publicacions realitzades es poden etiquetar a altres usuaris.
- El fet que la plataforma Instagram Stories estigui integrada dins de l'aplicació "Instagram" fa que a més es pugui accedir a la biografia (fotografies que conformen el perfil dels usuaris de manera indefinida) de cada usuari.
- A l'hora de dur a terme dibuixos en les publicacions que es volen penjar, Instagram Stories presenta un nombre més gran d'opcions que Snapchat: tres tipus de llapis diferents que permeten perfeccionar més el dibuix que l'usuari vulgui dur a terme.[37]

### Similituds amb Periscope
Periscope va néixer l'any 2015 i és una aplicació propietat de Twitter que compleix amb l'objectiu de retransmetre vídeos en directe (fet que es denomina "streaming"). En el moment que Periscope va sortir al mercat va adquirir un gran èxit. La incorporació de Periscope va suposar una gran millora per a Twitter, ja que el nombre d'usuaris va créixer, tot i així, el seu ús en l'actualitat es troba gairebé desaparegut, també com a conseqüència d'Instagram.
Instagram durant l'any 2016 va incorporar també l'opció de "Direct" dins dels Instagram Stories, que té el mateix objectiu de retransmetre vídeos en directe que Periscope.
Les principals similituds entre totes dues són les següents:
- El sistema operatiu en tots dos casos és iOS/Android.
- Tots dos ofereixen la possibilitat d'escollir els espectadors que poden veure la retransmissió en directe.

#### Diferències entre Instagram i Periscope
- La plataforma a través de la qual es reprodueixen els "directs" és Instagram, mentre que Periscope és propietat de Twitter.
- Mentre que a Periscope la permanència dels vídeos es totalment indefinida, a Instagram Stories la permanència dels directs es manté únicament durant l'emissió tot i que Instagram ha incorporat la possibilitat que un cop acabats aquests es puguin reproduir durant les següents 24 hores.
- La duració dels vídeos a Periscope és indefinida mentre que a Instagram Stories és d'una hora.[38]

### IGTV
IGTV, al contrari a les opcions ofertes abans de la nova actualització, permet penjar vídeos de més d'un minut i que ocupin tota la pantalla, tant verticalment com horitzontalment. En principi, cada cop que un usuari publica un vídeo a IGTV, des del mateix feed només se'n podrà veure un minut. Després d'aquest primer minut, es pot seguir mirant-lo des de l'aplicació IGTV.

Logo d'IGTV

### Instagram Reels
L'agost de 2020, Instagram va introduir una nova actualització, la qual instal·lava una nova aplicació: Instagram Reels que permet crear i compartir audiovisuals de 15 segons editats amb diversos efectes, àudios i filtres. Aquesta novitatat va arribar amb una forta controvèrsia, ja que és una funció que és molt semblant a l'aplicació xinesa Tik Tok. Aquesta també permet crear i compartir audiovisuals curts, que poden durar d'entre 3 i 60 segons.

### Filtres
Els filtres són efectes que es poden afegir a les imatges o vídeos. L'aplicació disposa de dos grups de filtres: aquells que es poden afegir abans de prendre la fotografia o vídeo i que únicament serveixen per als Stories, i aquells que afegeixes abans de compartir el contingut, que en canvien l'estil. Hi ha filtres de preproducció, abans de fer la foto, i filtres de postproducció.

#### Problemes derivats
L'obsessió pels filtres d'Instagram amenaça cada vegada més l'autoestima dels seus usuaris enganxats als filtres. Un article publicat pel Periódico ens diu que cada vegada són més els pacients que acudeixen a la cirurgia per a semblar-se a la seva selfie retocada digitalment. Els experts alerten que l'abús de màscares digitals té efectes psicològics perjudicials.
Des que es va habilitar l'accés a Spark Ar, una plataforma per a crear filtres d'Instagram, hi han aparegut tota mena de filtres. Spar Ar és un canal al qual creadors de continguts independents poden elaborar els seus propis dissenys, pujar-los a la plataforma i compartir-los. La creació d'aquest canal l'agost de 2019 ha aconseguit que en tan sols uns mesos, el nombre de màscares de realitat augmentada creixés a un ritme vertiginós. Aquesta eina es basa en sistemes d'intel·ligència artificial i d'autoaprenentatge automàtic amb els que és possible analitzar una imatge, reconèixer una cara i crear una màscara tridimensional en la qual en quedin senyalades totes les faccions de la cara. A partir d'aquí, l'usuari tan sols necessita afegir les distorsions que desitgi sobre aquesta màscara i aquestes es veuran reflectida en temps real en la imatge captada per la càmera. És un procés relativament senzill i que està a l'abast de tothom que tingui uns mínims coneixements. És per això que sembla que cada són més els pacients que arriben a la consulta dels cirurgians amb una fotografia de les seves pròpies selfies editades amb un filtre demanant semblar-se a aquest resultat editat digitalment. Aquest fenomem va ser investigat en el departament de dermatologia de la Facultat de Medicina de la Universitat de Boston i el van batejar amb el nom de "Dismorfia Snapchat". Ja que aquesta xarxa social va ser la precursora en l'ús de filtres per selfies i que més tard, van imitar Instagram, Facebook i moltes altres més. Els experts van mencionar que aquests filtres generen un efecte negatiu en l'autoestima que podria desencadenar aquest trastorn dismòrfic corporal, una malaltia classificada en l'espectre obsessiu-compulsiu. Un article publicat per JAMA Facial Plastic Surgery deia "Aquesta és una tendència alarmant, ja que aquestes selfies editades amb filtres, sovint, presenten una aparença inabastable i estan esborrant la línia de la realitat i la fantasia per aquests pacients.
En l'era de les fotografies filtrades, la popularització d'aquestes màscares digitals està generant falses expectatives de l'ideal de bellesa, tant és així que segons un estudi de la Royal Society fet el 2017, apuntava que Instagram i Snapchat eren les xarxes socials que tenien un pitjor impacte en la salut mental dels usuaris. El seu ús s'ha relacionat, per exemple, amb sentiments d'ansietat, depressió i malestar amb la pròpia imatge.
Després de totes les polèmiques que hi ha hagut amb relació a aquests filtres, sembla que Instagram ha decidit desfer-se de tots els efectes que promoguin la cirurgia estètica per protegir la salut mental dels seus usuaris. Així i tot, encara no ha especificat quins requisits necessitaran complir els filtres per a poder considerar-se aptes o no. Per a alguns aquests són només un joc, però per altres són una font d'inseguretats.
Tanmateix la polèmica es va allargaren el temps sense solució, i el 14 de setembre de 2021 el diari The Wall Street Journal va publicar un informe on va desvelar que Facebook coneixia prou bé la toxicitat de l'aplicació en especial per a la gent jove, però que va amagar aquesta informació al gran públic.